# Матайс, Александр Генрихович
Александр Генрихович Матайс (род. 8 января 1987, Пировское) — российский самбист и дзюдоист, призёр чемпионатов России по самбо и дзюдо, серебряный призёр чемпионата мира, мастер спорта России международного класса по самбо, тренер. Сержант-контрактник бригады внутренних войск.

## Биография
Начал заниматься самбо с семи лет. После девятого класса переехал в Дивногорск и поступил в училище олимпийского резерва. Выполнил норматив мастера спорта по дзюдо. Затем переключился на самбо, в котором также стал мастером спорта. Выиграл целый ряд международных турниров. Начал заниматься тренерской деятельностью. Окончил Красноярский педагогический университет.

## Спортивные результаты
- Чемпионат России по дзюдо 2008 года — ;
- Мемориал Владимира Гулидова 2008 года — ;
- Мемориал Владимира Гулидова 2010 года — ;
- Мемориал Владимира Гулидова 2011 года — ;
- Мемориал Владимира Гулидова 2012 года — ;
- Чемпионат России по самбо 2017 года — ;
- Чемпионат России по самбо 2018 года — ;
- Чемпионат России по самбо 2019 года — ;
- Чемпионат России по самбо 2020 года — ;
- Чемпионат России по пляжному самбо 2021 года — ;